# Доммиссе, Гермин
Гермин Доммиссе (африк. Hermien Dommisse; 27 октября 1915, Эрмело, Мпумаланга — 24 марта 2010, Эденвал, Гаутенг) — южноафриканская актриса, режиссёр, писательница и активистка южноафриканского театра. Была связана с Советом исполнительских искусств Трансвааля (TRUK).

## Жизнь и работа

### Происхождение и обучение
Эрмиен Анна Доммисс родилась 27 октября 1915 года в Эрмело и была одной из пяти детей Эверта Петрюса Бенджамина Доммиссе и Эстер Марии Элизабет (Хетти) дю Плесси. Семья позже переехала в Преторию, где она училась в школе.
Уже в школе она ставила школьные спектакли и даже играла в труппе Хендрика Ханэкома на каникулах. В школе она пишет детские рассказы для газеты Pretoria News. В конце 1920-х годов продолжила обучение в Университете Претории, где получила степень бакалавра и диплом о высшем образовании. После этого некоторое время преподавала в средней школе Helpmekaar в Йоханнесбурге, а также писала театральные рецензии. Позже продолжила образование и получила докторскую степень в области драмы в Университете Претории, защитив диссертацию о взаимоотношениях театра и общества.

### Начало карьеры
В начале 1940-х годов регулярно принимала участие в трансляции радиопостановок студии Южноафриканской радиовещательной корпорации (SABC) на Комиссар-стрит в Йоханнесбурге. Здесь она встретила режиссёра Андре Хугене, который предложил ей сыграть главную роль в постановки Helshoogte, африкаансской адаптации Грозового перевала. Так началась её карьера профессиональной актрисы.
Среди её ролей в театре можно отметить роли в пьессах «Война — это война» Дж. Ф. У. Гросскопфа, "Жанне Лотарингии " американского драматурга Максвелла Андерсона, "Речной линии " британца Чарльза Моргана, «Венецианского купца» Уильяма Шекспира и «Отца» Августа Стриндберга. Она сыграла ведущую роль в основании Национальной театральной организации (NTO) обсуждая эту инициативу, среди прочего, с тогдашним премьер-министром генералом Дж . Б. М. Герцогом. После основания НТО в 1947 году она продолжила свою карьеру, как постановщик нескольких пьес (в том числе оперных), и как актриса.

### Жизнь в Америке
После того как она вышла замуж, она сопровождала своего мужа в 1946 году, во время его обучения в Гарвардском университете в Бостоне, США. В Нью-Йорке она познакомилась, в частности, с Орсоном Уэллсом и Ингрид Бергман.

### Появления в кино и на телевидении
По возвращении пара снова поселилась в Крюгерсдорпе. Актриса побывает себя в новом жанре кинематографа, играет роли в фильмах: «Кандидат», «Jannie Totsiens» и «Pappalap» режиссёра Янса Раутенбаха, а также в фильмах «Атака на Карибу», «Ma skryf matriek», «Netnou hoor die kinders», «Место под солнцем», «Ребёнок Фиелы» и «That Englishwoman».
Позже она также появилась на телевидении в фильме «Agter Elke Man» и четырнадцать лет играла роль в мыльной опере «Egoli: Plek van goud».

### Европейские путешествия и более поздняя жизнь
В конце 1955 года она предприняла свою первую поездку в Европу, посетила Нидерланды, Бельгию, Германию и Францию. В этой поездке она встретила, среди прочего, Бертольда Брехта и в течение короткого времени обучалась под его руководством.
29 апреля 1988 года она приняла активное участие в изменении национальной политики в области искусства, когда была одним из делегатов саммита в Стелленбосе, первой мультикультурной и нерасовой дискуссии о будущем искусства в стране. В январе 1989 года она была избрана председателем Южноафриканской ассоциации копирайтеров — политически нейтрального органа, представляющего интересы копирайтеров для телевидения и киноиндустрии.
Во время политического перехода к демократии она избирается председателем Консультативного комитета — органа, который должен рассматривать запросы на разрешение на работу от иностранных артистов для работы в Южной Африке от имени Министерства внутренних дел. В 1993 году она посетила Берлинские фестивальные недели.

### Личная жизнь и смерть
В 1941 году она вышла замуж за экономиста Гилберта Маккола, с которым познакомилась в кино клубе. У пары родилось трое детей, две дочери (Нина и Жанна) и сын (Гилберт).
В январе 2006 года сломала бедро после падения с кровати и была госпитализирована в отделение интенсивной терапии дома престарелых Waverley Gardens в Йоханнесбурге после чего у неё также был диагностирован рак груди.
Позже она переехала в дом в Окленд-парке в Йоханнесбурге, а затем в последние годы жизни отправилась лечиться в центр Waverley Gardens в Йоханнесбурге.
Умерла 24 марта 2010 года на курорте Альфен Лодж для слабых пожилых людей недалеко от Моддерфонтейна.

## Литературное творчество
В книге «Драматург и его сообщество» она исследует, как драма отражает сообщество в свете истории западного театра. В книге она последовательно исследует Греческий театр, позднее средневековье в Европе, Золотой век в Англии и Испании (время Шекспира), конец семнадцатого века во Франции и конец восемнадцатого века в Германии. Эта книга основана на диссертации, которую она представила для защиты в Университете Претории.
Книга «Footprints» — выборка из статей, которые она написала между 1950 и 1995 годами в рамках борьбы за развитие и сохранение исполнительского искусства.
Книга «Долгое путешествие сердца» — её воспоминания о развитии африканерской культуры, в которую помимо сцены входят также опера и балет.

## Награды и память
2 июля 1987 года она получила премию FAK за выдающиеся достижения в области культуры, а в апреле 1990 года получила Специальную почётную медаль Южноафриканской академии наук и искусств за поощрение исполнительского искусства. В 2015 году в рамках празднования её столетнего юбилея в Блумфонтейне NALN проведёт 100-ю посвящённую ей выставку. Эта выставка во многом основана на богатой сохранившейся театральной коллекции Доммиссе, которая хранится в NALN и никогда не показывалась публике.

## Фильмография
- That Englishwoman, 1989
- Fiela se Kind, 1988
- Plekkie in die son, 1979
- Netnou hoor die kinders, 1977
- Ma skryf matriek, 1975
- Pappalap, 1971
- Jannie totsiens, 1970
- Die Kandidaat, 1968[8]